# 韓非論 (蘇軾)
《韓非論》是由北宋文學家蘇軾所寫的一篇議論文，是嘉佑五年（1060）应制科试前所上进卷之一。苏轼，苏辙兄弟在嘉佑二年已经金榜题名，此次参加的制科考试又称制举，目的是择选非常之才，与进士科相比题目难度更大。参加制科考试需要有两位大臣推荐，并且呈送平时所做的策、论五十首，择优参加阁试，最后才是皇帝主持的殿试。《韩非论》即是苏轼当时所呈上的文章之一。

## 文章主旨
在本文中苏轼批判了商鞅、韩非“得其所以轻天下而齐万物之术，是以敢为残忍而无疑”。首先，苏轼阐明在周代衰微之时，老庄之学兴起，强调虚无淡泊的人生观念，其后商鞅、韩非著书，教化不足而法有余，因此导致“天下被其毒”。世人虽然知道申不害与韩非之罪，却不知道他们之前的老子与庄周才是祸起之源。其次，苏轼认为仁义之道起于夫妇，父子，兄弟之相爱，而礼法刑政起于君臣相忌，相爱则有不忍之心，相忌则有所不敢，不忍与不敢的结合，成为圣人之道。而商鞅、韩非“轻天下”而只求“齐万物”，是不可取的。

## 评价

### 古代
- 方岳貞：子長所謂「原本道德」之意，不過以老子之曰賊、曰殺、日陰用而不以語人，曰利器。申韓得其一說而為治。長公獨以為本之虛無，尤千古絕識。（《古文淵鑑·韓非論》）[2]
- 茅坤：韩非于老氏若不相及，而太史迁独以为申、韩并原于道德之意。东坡亦识得此意。（《苏文忠公文钞》卷一五《韩非论》）[1]
- 储欣：老子与申韩同传，太史公特笔也。微词妙旨，读此豁然，真神明于训诂者。（《东坡先生全集录》卷二《韩非论》）[1]
- 高士奇：韩非、老子同传，史迁深意，初未明言，苏氏以“轻天下”三字道破。（《古文渊鉴》卷五十《韩非论》引）[1]
- 高嵣：君臣父子，仁义礼乐，先王之道，皆不忍不敢之心为之。老庄以为不足用，而一切无之，则亦何所不忍，何所不敢哉？流为申、韩，亦礼有所固然，势所必至也。此与《荀卿论》大概相仿。然荀所流祸推出，韩从病源说来，顺逆主客之间，参互隅反，其用不穷。（《唐宋八大家钞》卷七《韩非论》）[1]

### 現代
王水照与朱刚认为，苏轼在《韩非论》中强调了“道”需要与“礼法刑政”相合。反对“藐弃礼法而以道自命”，近乎玄学所谓“自然为体，名教为用”的主张。这样的理论形态，通常可以称之为“儒道互补”，或是“外儒内道”，它是苏学的一个明显特征。 錢基博認為韓非和老子雖然看來互不相干，但是卻可以將他們帶上關係，相映成趣。謝敏玲認為正反法和順逆法是此文的變化之處。他先從仁義之道是起於相愛相忌談起，以証明老莊是齊萬文以輕天下，並以商、韓的殘忍無疑作對比，是正反法。而老莊和韓非之惡「使然撥轉」，是本文的順逆法。整體而言，「文勢洶湧不平」。

## 注腳
1. ↑  原文：「論韓非而原本老聃，猶之論荀卿而上推孔子。惟荀卿之于孔子，學派相承，宜同實異；韓非之于老聃，流派相承，似異實同。反正激映，各極其致。」